# 宮坂俊蔵
宮坂 俊蔵（みやさか しゅんぞう、12月7日 - ）は、日本の男性声優。青二プロダクション所属。東京都出身。

## 人物
慶應義塾大学文学部卒業。青二塾東京校27期卒業。
趣味はゲーム音楽をピアノで演奏、将棋、カポエイラ。特技はピアノ演奏。
資格・免許は剛柔流空手道初段、スキューバダイビング・ダイブマスター、普通自動車免許。

## 出演
太字はメインキャラクター。

### テレビアニメ
2007年
- 銀魂（2007年 - 2009年、同心D、男A）
- ゲゲゲの鬼太郎（第5作）（2007年 - 2009年、亡者、男性客、邪鬼、作業員、所員 他）
- しゅごキャラ!（2007年 - 2010年、シェフ洋、のぶ子のマネージャー、りまのパパ、ジンジャー、クール 他） - 3シリーズ
- 電脳コイル（通行人B）
- モノノ怪「化猫」（猫）

2008年
- おでんくん（若者）
- きらりん☆レボリューション（スタッフ）
- ソウルイーター（生徒）
- 西洋骨董洋菓子店〜アンティーク〜（サラリーマン）
- 絶対可憐チルドレン（隊員、研究者）
- TYTANIA -タイタニア-（ヘンリック、タイタニアリーダー、ベアナックル 他）
- 墓場鬼太郎（級友）
- はたらキッズ マイハム組（助監督、釣人、警備ハム）
- 伯爵と妖精（兵士）
- ヒャッコ（書道部部長、男子生徒D）
- 薬師寺涼子の怪奇事件簿（報道関係者B）
- ユメミル、アニメ「onちゃん」（2008年 - 2010年、トマルくん） - 2シリーズ
- ロボディーズ -RoboDz- 風雲篇（街のロボディーズ、バッドル兵）
- ONE PIECE（2008年 - 2014年、トビウオライダー、ニューカマー、ビザール、ケンタウロス、シーラパーン 他）

2009年
- 青い花（婚約者、友人A、英語教師）
- 明日のよいち!（警官B、男子生徒A、男子生徒B、店長、少年A、執事B）
- あにゃまる探偵 キルミンずぅ（2009年 - 2010年、船内スタッフ、大学生）
- キディ・ガーランド（15課スミス）
- 金色のコルダ〜secondo passo〜（サッカー部員）
- グイン・サーガ（スタック、ダラス、カロイ族長、ナリスの部下 他）
- 黒神 The Animation（生徒）
- スキップ・ビート!（社員）
- 聖剣の刀鍛冶（看守）
- 戦う司書 The Book of Bantorra（ササリ、ハイザ）
- ティアーズ・トゥ・ティアラ（エティス、兵士、ゲール族、オーガ、偵察兵 他）
- とある科学の超電磁砲（2009年 - 2010年、不良、通信、MAR隊員）
- ドラゴンボール改（2009年 - 2011年、フリーザの手下、管制官、フリーザの部下、ナメック星人、男性）
- ねぎぼうずのあさたろう（家来、ゴロツキ、とうかん組、大工、なすべえの子分 他）
- 初恋限定。（青年実業家、水泳部員B、男子部員C）
- 東のエデン（AKX20000）
- メタルファイト ベイブレード（2009年 - 2010年、手下B、ブレーダーB） - 2シリーズ
- よくわかる現代魔法（客A）

2010年
- 裏切りは僕の名前を知っている（ソドム、男〈2〉、男、人形B、理事C）
- SDガンダム三国伝 Brave Battle Warriors（水賊、兵士）
- オオカミさんと七人の仲間たち（中田一郎、村野若人）
- おとめ妖怪 ざくろ（商人）
- 怪談レストラン（羽場）
- kiss×sis（川崎、通行人）
- 侵略!イカ娘（2010年 - 2011年、磯崎辰雄、客） - 2シリーズ
- セキレイ〜Pure Engagement〜（谷川、葦牙C）
- 探偵オペラ ミルキィホームズ（2010年 - 2015年、警察無線の声、アイリーンパパ、客A） - 3シリーズ + 特別編3作品
- のだめカンタービレ フィナーレ（調律師）
- 薄桜鬼 碧血録（藩士）
- バトルスピリッツ 少年激覇ダン（兵士、クルーA）
- バトルスピリッツ ブレイヴ（町人A、部下、幹部B 他）
- FORTUNE ARTERIAL 赤い約束（男子生徒、委員、店主）
- 迷い猫オーバーラン!（岡田、クラス担任、客B）
- もっとTo LOVEる -とらぶる-（宇宙人、ヌップル）

2011年
- 青の祓魔師（和泉）
- アスタロッテのおもちゃ!（大臣B）
- あの日見た花の名前を僕達はまだ知らない。（男B、先生）
- 異国迷路のクロワーゼ The Animation（異国男性、店主、青年1、おじさん2）
- カルルとふしぎな塔（シャボン）
- C（クラスメイト）
- スイートプリキュア♪（王子隊、馬論、委員、男子生徒）
- セイクリッドセブン（兵士1）
- 爆丸バトルブローラーズ ガンダリアンインベーダーズ（少年バトラー、ケイシー）
- 花咲くいろは（旅館客、ナンパ男）
- 緋弾のアリア（男子生徒、男子生徒B、男子生徒A）
- 放浪息子（修一の父、青山）

2012年
- ズモモとヌペペ（侵入者追い出しマッシーン、機械男、イングリーノ、キャプテン・ローリー、ハゲタカ）
- 聖闘士星矢Ω（ルチアーノ、マーシアン）
- TARI TARI（多田先生）
- 探検ドリランド（2012年 - 2013年、クムカ、魔族の男） - 2シリーズ
- ちびまる子ちゃん（2012年 - 2024年、豊、欽ちゃん 他）
- モーレツ宇宙海賊（合成音声）
- ONE PIECE エピソードオブルフィ 〜ハンドアイランドの冒険〜（海賊）

2013年
- ONE PIECE エピソードオブメリー 〜もうひとりの仲間の物語〜

2014年
- くつだる。（2014年 - 2015年、ミートソース兵、ストローひっぱり、冴えないくん、ユズリ・ミッチー、ミツケ隊B〈第31話〉 他）
- 四月は君の嘘（絵見の父）

2015年
- オレカバトル（風の戦士ハヤテ / 疾風の騎士ハヤテ / 風の戦士）
- 櫻子さんの足下には死体が埋まっている（山路輝彦）
- ドラゴンボール超（2015年 - 2017年、兵士、TV内ナレーション、市民）
- ハイキュー!! セカンドシーズン（扇南監督）

2016年
- アクティヴレイド -機動強襲室第八係- 2nd（犯人A）

2017年
- “栄光なき天才たち”からの物語（葉室、アナウンサー）

2019年
- バーチャルさんはみている

2020年
- トニカクカワイイ（トラック運転手）

### 劇場アニメ
2009年
- 仏陀再誕－The REBIRTH of BUDDHA
- ONE PIECE FILM STRONG WORLD

2011年
- 手塚治虫のブッダ -赤い砂漠よ!美しく-

2014年
- THE IDOLM@STER MOVIE 輝きの向こう側へ!（記者B）

2016年
- 劇場版 探偵オペラ ミルキィホームズ〜逆襲のミルキィホームズ〜（アイリーンパパ）

2022年
- 鹿の王 ユナと約束の旅

### OVA
2007年
- FREEDOM

2008年
- kiss×sis（男子生徒）
- ないしょのつぼみ（男子B）

2009年
- 限定少女。（体育教師、男子部員A）
- 聖闘士星矢 THE LOST CANVAS 冥王神話（冥闘士）

2010年
- 絶対可憐チルドレン 〜愛多憎生! 奪われた未来?〜（オペレーター）
- DARKER THAN BLACK -黒の契約者- 外伝（契約者B、役名キャラクター）
- テイルズ オブ シンフォニア THE ANIMATION テセアラ編（タイガ、衛兵A、兵士A）
- ドラゴンボール 超サイヤ人絶滅計画（大猿）
- 夜桜四重奏 〜ホシノウミ〜（声）

2011年
- 戦場のヴァルキュリア3 誰がための銃瘡（正規軍兵士）

2012年
- MAJOR -メジャー- ワールドシリーズ編 夢の瞬間へ（完全版）+メッセージ（主審）

### Webアニメ
- あぐかる（2010年、ポジリン）
- 美少女戦士セーラームーンCrystal（2015年、男性）

### ゲーム
2008年
- 戦場のヴァルキュリア
- ワールド・デストラクション 〜導かれし意思〜（看守A 他）

2009年
- 仮面ライダー クライマックスヒーローズシリーズ（2009年 - 2011年、仮面ライダーアギト） - 4作品
- しゅごキャラ! ノリノリ!キャラなりズム♪（大野木寛）
- 真・三國無双5 Empires（エディット武将〈純粋〉）
- テイルズ オブ ザ ワールド レディアント マイソロジー2（ヒーローズボイス）
- テイルズ オブ バーサス（フリオ・スヴェーン）※ミニゲーム「Tales of WALL BREAKER」のみ
- 信長の野望・天道
- ひめひび -New Princess Days!! 続!二学期-
- 龍が如く3（太一）

2010年
- Another Century's Episode:R
- カエル畑DEつかまえて・夏 千木良参戦!
- CLOCK ZERO 〜終焉の一秒〜
- 戦場のヴァルキュリア2 ガリア王立士官学校（シグリッド・エイゼル、ハインツ・ギルデン）
- トリニティ ジルオール ゼロ（ルグ、エリオット）
- 北斗無双（ジード、兵士2）
- マリッジロワイヤル プリズムストーリー
- 龍が如く4 伝説を継ぐもの

2011年
- オール仮面ライダー ライダージェネレーション（仮面ライダーアギト）
- カエル畑DEつかまえて・夏 千木良参戦! ぽーたぶる
- 死神と少女
- 真・三國無双6（兵卒A）
- 真・三國無双6 Special（兵卒A）
- 真・三國無双6 猛将伝（兵卒A）
- 真・三國無双 NEXT（男・純粋、兵卒A）
- スーパー戦隊バトル レンジャークロス（シンケンブルー、ゴーオンブラック）
- 聖闘士星矢戦記（暗黒アンドロメダ、雑兵）
- 戦国無双シリーズ（2011年 - 2015年、成田氏長、磯野員昌、細川忠興、エディット武将〈熱血〉、島津豊久 他） - 6作品
- テイルズ オブ ザ ワールド レディアント マイソロジー3（ヒーローズボイス）
- ドクターロートレックと忘却の騎士団（クロード・バロー）
- TROY無双
- MISS PRINCESS ミスプリ!（水上朔夜）
- 無双OROCHI 2（哪吒 他）
- 龍が如く OF THE END

2012年
- オール仮面ライダー ライダージェネレーション2（仮面ライダーアギト）
- 機動戦士ガンダム オンライン（男性パイロット1）
- クロヒョウ2 龍が如く 阿修羅編
- 幻想水滸伝 紡がれし百年の時（ヤンダック、バザルト・ルガム）
- シャイニング・ブレイド
- 真・三國無双6 Empires（エディット男・純粋、エディット男・寡黙）
- 真・北斗無双（ジード、タオ）
- スーパーロボット大戦OGサーガ 魔装機神 THE LORD OF ELEMENTAL（シュテドニアス特殊兵、バゴニア特殊兵）
- スーパーロボット大戦OGサーガ 魔装機神II REVELATION OF EVIL GOD（南部コマンド兵、北部コマンド兵）
- 第2次スーパーロボット大戦OG（ラテル・アクロス）
- テイルズ オブ イノセンス R
- テイルズ オブ ザ ヒーローズ ツインブレイヴ（エネミーボイス）
- NEWラブプラス（成戸叉則、店長）
- バイナリー ドメイン（下層スラムの男）
- 無双OROCHI2 Special（哪吒 他）
- 無双OROCHI2 Hyper（哪吒 他）
- 龍が如く5 夢、叶えし者
- ルーンファクトリー4（ジョーンズ）
- ONE PIECE 海賊無双（海兵2、インペルダウン職員2）

2013年
- カオス ヒーローズ オンライン（エルシド、アグ）
- 下天の華（烈火）
- ゴッドイーター2（プレイヤーボイス）
- シャイニング・アーク（ジム）
- スーパーロボット大戦OGサーガ 魔装機神III PRIDE OF JUSTICE
- STORM LOVER 2nd
- セブンスドラゴン2020-II（ケイマ）
- 無双OROCHI 2 Ultimate（哪吒 他）
- ワンピース 海賊無双2（海兵隊長1、村人2、ゾンビ兵）

2014年
- シャイニング・レゾナンス（ライル）
- スーパーロボット大戦OGサーガ 魔装機神F COFFIN OF THE END
- ヒーローバンク
- モンスター烈伝 オレカバトル（2014年 - 2015年、ハヤテ）

2015年
- スーパーロボット大戦BX

2016年
- スーパーロボット大戦OG ムーン・デュエラーズ（アキミ・アカツキ）
- ペルソナ5
- 龍が如く6 命の詩。（太一）

2017年
- スーパーロボット大戦V

2018年
- 北斗が如く（バット）
- スーパーロボット大戦X
- 無双OROCHI 3（哪吒、島津豊久）

2019年
- スーパーロボット大戦T
- ペルソナ5 ザ・ロイヤル

2020年
- ドラゴンボールZ カカロット
- 真・北斗無双 アプリ版（ジード）

2022年
- 北斗の拳 LEGEND ReVIVE（捨丸）

2023年
- 龍が如く7外伝 名を消した男（太一）

2024年
- ペルソナ3 リロード（江戸川）

### ドラマCD
- アイリス・ゼロ（篠塚聖）
- 赤毛のアン（スペンサー夫人）
- 英雄伝説 零の軌跡 〜光と影の棲む街〜
- かみせん。（芸津）
- 金色のコルダ2 〜青空トーン〜（オケ部員）
  - 金色のコルダ2 〜熱風ウィング〜（オケ部員）
- 純愛特攻隊長! 1（フランソワ）
- 絶対可憐チルドレン ドラマCD EPS.2nd〜波濤万里!カリブの熱き風〜（兵士E）
- 鉄道むすめ（春日部駅の駅員）
- とらドラ! Drama CD Vol.3（オバケ）
- となりの怪物くん（ジョージ）※コミックス7巻特装版付属CD
- 初恋限定。（生徒）
- キャラクタードラマCD「ペルソナ3」Vol.5（駅アナウンス）
- みなみけ おかえり ドラマCD（教師）
- メンズシリーズドラマCD　リボンの騎士（王妃）
- WILD ADAPTER 06（組員）

#### BLCD
- アーサーズ・ガーディアン 黒版（ムニール、青年）
- 愛しき爪の綾なす濡れごと（色子）
- 嘘つきは恋をする（ユキト、医者）
- 軍服は鷹の獲物（ヨハン）
- SASRA3（ティトゥ・クシ・ワルパ）
- 純情ミステイク（編集者）

### 吹き替え
- ザ・パシフィック
- ホテル・バビロン（デーブ）
- 麒麟麦酒 「キリンのどごし<生>カンフースター篇」（遊木康剛） - CMおよび短編映画「弩裏威夢拳」

### テレビ
- 復活! スーパーマリオクラブ（ナレーション）
- フジテレビ　新・週刊フジテレビ批評（ナレーション）
- みんなでつくる『みんチャン!』（TOKYO MX、ナレーション、2016年7月5日 - ）
- 歴史捜査2020 明智光秀徹底捜査！本能寺の変の真相を追え！（ナレーション）
- ZIP!（生ナレーション） - 日本テレビ

### ラジオ
- スパロボOGネットラジオ うますぎWAVE（コーナーレギュラー：佐伯遼駕役）（インターネットラジオ：2009年）
- 杉田智和のアニゲラ!ディドゥーーン 第41回ゲスト（文化放送超!A&G+)

### ラジオドラマ
- 花の慶次（2011年 - 2014年、捨丸）

### オーディオブック
- スマホを落としただけなのに 囚われの殺人鬼（後藤武史）
- 罪の声（曽根達雄）

### 特撮
- 大怪獣バトル ウルトラ銀河伝説 THE MOVIE（その他のウルトラマンの声、宇宙人の声）

### その他コンテンツ
- 携帯コンテンツ
  - マージナルプリンス2 〜色とりどりの花束を〜（アレックス・ロックウッド）
- PV
  - スパロボ学園（佐伯遼駕）

## ディスコグラフィ

### キャラクターソング
| 発売日   | 商品名                                               | 歌 | 楽曲                                                                        | 備考                                                |
| 2014年   | 2014年                                               | 2014年 | 2014年                                                                      | 2014年                                              |
| -------- | ---------------------------------------------------- | --- | --------------------------------------------------------------------------- | --------------------------------------------------- |
| 11月12日 | ハッピー！クラッピー ハッピー！ソングベスト          | まあたん（玉井雅世）、ラッピー（戸塚利絵）、クルン（平尾明香）、ジャルル（荒井聡太）、なんじゃ仙人（宮坂俊蔵） | 「あいことばは ハッピー！クラッピー」                                       | 教育テレビ『ハッピー!クラッピー』オープニングテーマ |
| 11月12日 | ハッピー！クラッピー ハッピー！ソングベスト          | なんじゃ仙人（宮坂俊蔵）、ラッピー（戸塚利絵）、クルン（平尾明香）                                             | 「いっしょにit’s show！！ ブラスBONド」                                     | 教育テレビ『ハッピー!クラッピー』関連曲             |
| 11月12日 | ハッピー！クラッピー ハッピー！ソングベスト          | ラッピー（戸塚利絵）、クルン（平尾明香）、ジャルル（荒井聡太）、なんじゃ仙人（宮坂俊蔵）                       | 「あいことばは ハッピー！クラッピー（ハピクラワールドVer．）」              | 教育テレビ『ハッピー!クラッピー』関連曲             |
| 2015年   |                                                      | |                                                                             |                                                     |
| 3月4日   | ハッピー！クラッピー ハッピー！ソング Happy! STEP UP | まあたん（玉井雅世）、ラッピー（戸塚利絵）、クルン（平尾明香）、ジャルル（荒井聡太）、なんじゃ仙人（宮坂俊蔵） | 「あいことばは ハッピー！クラッピー」                                       | 教育テレビ『ハッピー!クラッピー』オープニングテーマ |
| 3月4日   | ハッピー！クラッピー ハッピー！ソング Happy! STEP UP | ラッピー（戸塚利絵）、クルン（平尾明香）、ジャルル（荒井聡太）、なんじゃ仙人（宮坂俊蔵）                       | 「もしものメリーゴーランド」                                                | 教育テレビ『ハッピー!クラッピー』関連曲             |
| 3月4日   | ハッピー！クラッピー ハッピー！ソング Happy! STEP UP | なんじゃ仙人（宮坂俊蔵）                                                                                       | 「かいじゅうでんしゃ」                                                      | 教育テレビ『ハッピー!クラッピー』関連曲             |
| 2017年   |                                                      | |                                                                             |                                                     |
| 3月1日   | ハッピー!ソングぼくたちの羽根                        | まあたん（玉井雅世）、ラッピー（戸塚利絵）、クルン（平尾明香）、ジャルル（荒井聡太）、なんじゃ仙人（宮坂俊蔵） | 「あいことばはHappy Clapping Time」                                         | 教育テレビ『ハッピー!クラッピー』オープニングテーマ |
| 3月1日   | ハッピー!ソングぼくたちの羽根                        | ラッピー（戸塚利絵）、クルン（平尾明香）、ジャルル（荒井聡太）、なんじゃ仙人（宮坂俊蔵）                       | 「たからもの」 「もしものメリーゴーランド」 「ボノボノクラップ♪あいうえお」 | 教育テレビ『ハッピー!クラッピー』関連曲             |

### シリーズ一覧
1. ↑  『仮面ライダー クライマックスヒーローズ』『W』（2009年）、『オーズ』（2010年）、『フォーゼ』（2011年）
2. ↑  『3 Z』『猛将伝』（2011年）、『Chronicle 3』『4』（2014年）、『4-II』『4 Empires』（2015年）